# Autostrada a idrogeno
L'autostrada ad idrogeno è un'autostrada od un'altra arteria stradale munita di una rete di distributori di idrogeno sufficiente a permettere il transito agli autoveicoli alimentati ad idrogeno.
Le autovetture a idrogeno possono essere realizzate in molteplici modi, usando le pile a combustibile o dei motori a combustione interna modificati, e non hanno alcuna emissione inquinante. La produzione di idrogeno viceversa può essere inquinante se l'elemento viene prodotto utilizzando energia elettrica non ricavata da fonti energetiche alternative.
I problemi che ostacolano un decollo dell'economia dell'idrogeno sono la produzione (per produrre idrogeno solitamente si inquina molto più che usando il combustibile fossile, a causa dei rendimenti), lo stoccaggio e la distribuzione (maneggiare l'idrogeno è pericoloso quanto qualsiasi combustibile gassoso).
Uno sviluppo strettamente legato è l'implementazione del trasporto urbano con autobus a idrogeno, che si avvantaggia della maggiore strutturazione tipica di un servizio pubblico.

## Stazioni ad idrogeno
Una stazione ad idrogeno è una stazione dedicata alla distribuzione ed eventualmente alla produzione localizzata di idrogeno per autotrasporto. La funzione di stazione di rifornimento viene spesso affiancata alla funzione di impianto di produzione a causa della difficoltà di trasporto e stoccaggio per l'idrogeno, che rendono preferibile la produzione distribuita.

## Implementazioni
Ad inizio secolo, l'offerta di stazioni di rifornimento si è ampliata a livello mondiale, ma è ancora allo stadio embrionale. La sostituzione della esistente rete di distribuzione a benzina e gasolio nei soli USA costerebbe 500 miliardi di dollari.
Europa
- L'Islanda ha cominciato ad operare alcune stazioni nel 2003 nell'ambito di un programma organico per l'implementazione di una economia ad idrogeno.[2]
- In Germania, nell'ambito dell'iniziativa Clean Energy Partnership (CEP), è stata costruita una rete di 17 stazioni (a settembre 2006). La prima stazione è stata aperta nel 2004 a Messedamn, Berlino. Il gruppo comprende Aral/BP, Berlin Public Transport (Berliner Verkehrsbetriebe - BVG), BMW, DaimlerChrysler, Ford, GM/Opel, Hydro, Linde, Total, Vattenfall Europe e dal 2006 la Volkswagen.
- Nel 2009 è stata inaugurata l'autostrada ad idrogeno Oslo - Stavanger in Norvegia. Il tratto percorribile è lungo 580 km ed è dotato di 12 stazioni di rifornimento.[3]
- Stazioni di rifornimento per autobus a idrogeno sono state create in alcune città europee nell'ambito del programma Clean Urban Transport for Europe (CUTE). Amsterdam, Amburgo, Barcellona, Lussemburgo.[4]
- Il primo esempio in Italia sarà l'Autostrada A22, la cui realizzazione è partita nel settembre 2009 con la posa della prima pietra dell'impianto pilota di produzione e distribuzione di idrogeno a Bolzano Sud.[5] I principali promotori dell'iniziativa sono il presidente della provincia autonoma di Bolzano Luis Durnwalder e l'ex presidente di Autostrada del Brennero SpA Silvano Grisenti. L'idrogeno necessario sarà prodotto in situ in un'area dell'A22 a Bolzano Sud e distribuito inizialmente nel parcheggio attiguo all'area. Nelle dichiarazioni dei promotori l'idrogeno sarà prodotto da fonti rinnovabili.[6]

America
- Nel 1999, la Ford e la Air Products hanno inaugurato la prima stazione ad idrogeno in Nord America a Dearborn (Michigan).[7]
- Diverse stazioni hanno aperto in California nell'ambito del programma California Fuel Cell Partnership, California Hydrogen Net (CaH2Net) e grazie al progetto per le autostrade ad idrogeno del governatore Arnold Schwarzenegger. Attualmente i distributori presenti in California non sono sufficienti a costituire una rete; ma il governatore si è impegnato più volte a completare la distribuzione sulle autostrade.
- A Washington una stazione Shell ha anche una pompa ad idrogeno.
- In Columbia Britannica (Canada) è in corso di realizzazione una rete di sette stazioni da Victoria a Whistler, che dovrebbe essere completata per i Giochi olimpici invernali del 2010. La stazione di Surrey, attiva dal 2002, è stata la prima al mondo a rendere disponibile idrogeno a 70 MPa[8]

Asia
- Il Giappone ha un certo numero di stazioni gestite dallo Japan Hydrogen & Fuel Cell Demonstration Project (JHFC)[9] allo scopo di collaudare diverse tecnologie di produzione.